# الدهيدم (الرضمة)

تعديل مصدري - تعديل

الدهيدم محلة تابعة لقرية الصبار، التابعة لعزلة كحلان بمديرية الرضمة إحدى مديريات محافظة إب في الجمهورية اليمنية.، بلغ تعداد سكانها 173 حسب تعداد اليمن لعام 2004.